# بوخا (زاکسونی)-آنهالت
بوخا (زاکسونی)-آنهالت (به آلمانی: Bucha) یک منطقهٔ مسکونی در آلمان است که در Kaiserpfalz واقع شده‌است. بوخا ۲۸۵ نفر جمعیت دارد.